# Монтеу Роеро
Монтѐу Роѐро (на италиански: Monteu Roero; на пиемонтски: Montèj, Монтей) е село и община в Северна Италия, провинция Кунео, регион Пиемонт. Разположено е на 395 m надморска височина. Населението на общината е 1672 души (към 2010 г.).